# Bulbophyllum smitinandii
Bulbophyllum smitinandii là một loài phong lan thuộc chi Bulbophyllum.